# Arnaldo Taddei
Arnaldo Taddei (Portomaggiore, 11 novembre 1911 – ...) è stato un calciatore italiano, di ruolo attaccante.

## Caratteristiche tecniche
Giocò nel ruolo di ala sinistra.

## Carriera
Giocò in Serie A con il Bologna ed il Venezia.